# Epicypta guanensis
Epicypta guanensis är en tvåvingeart som beskrevs av Lane 1951. Epicypta guanensis ingår i släktet Epicypta och familjen svampmyggor. Inga underarter finns listade i Catalogue of Life.